# Вапси

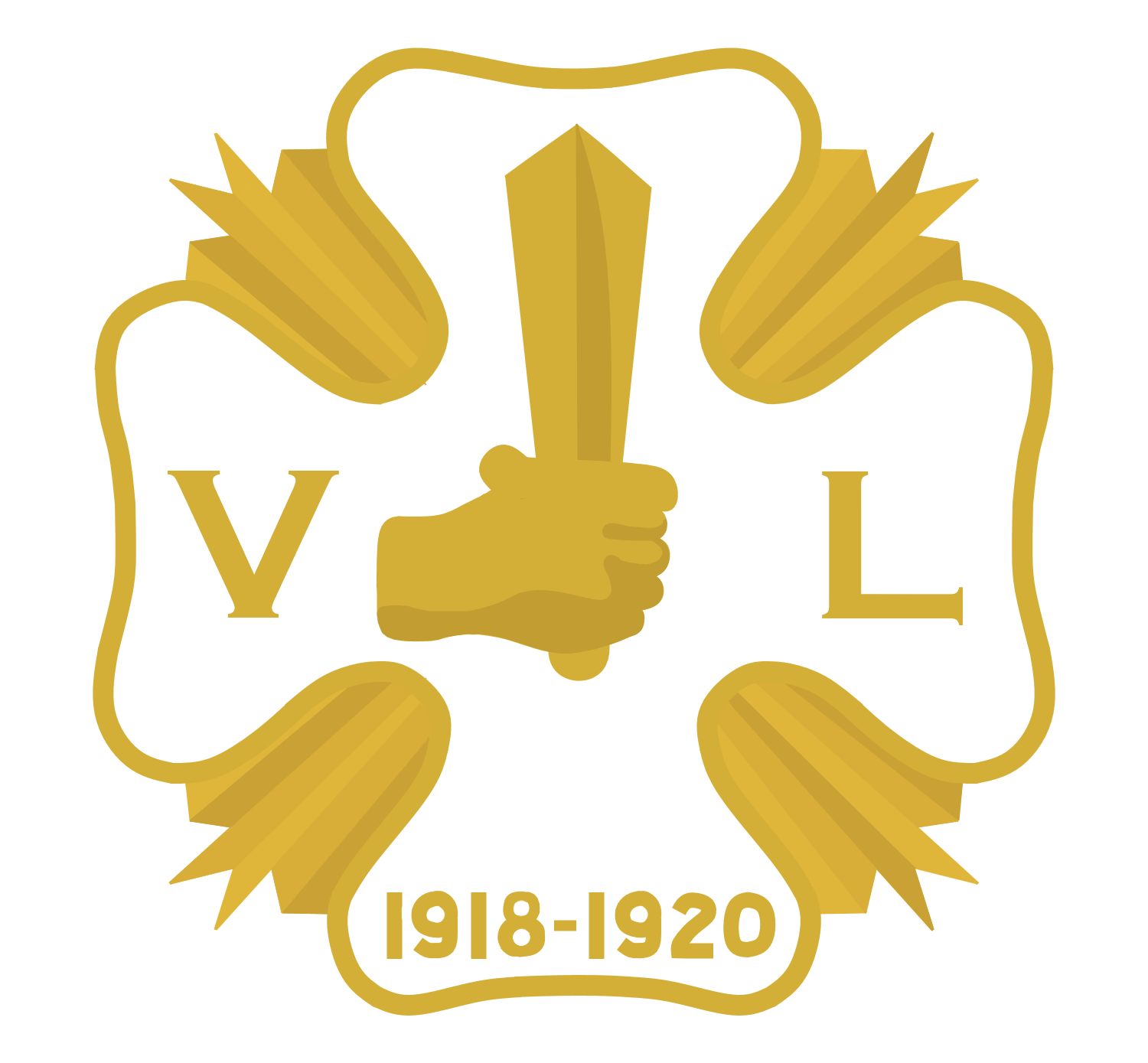
Символ Союзу Вапсів

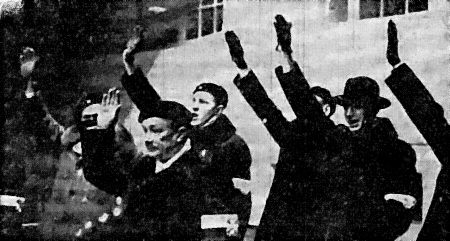
Виступ генерала Андреса Ларки в 1933.

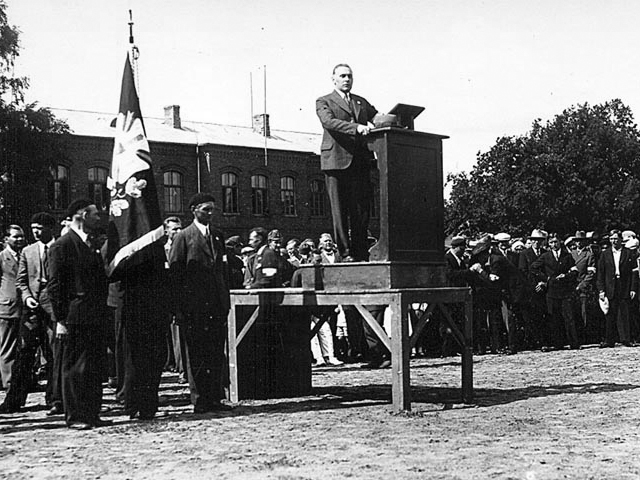
Артур Сірк виступає на мітингу вапсів в Пярну

Вапси (ест. vapsid, Vabadussõjalaste liikumine, Eesti Vabadussõjalaste Liit; Рух учасників Визвольної війни, до 1933 року Естонський союз учасників Визвольної війни) — націоналістичний рух в  Естонії.

## Передумови створення
Перша конституція Естонії (грудень 1920), передбачала парламентський демократичний лад. Вища влада в республіці належала однопалатному парламенту (Державним зборам), що обирались у складі 100 депутатів. Виконавча влада (уряд на чолі з державним старійшиною) цілком залежала від Державних зборів. Перша конституція не вводила посади глави держави (президента). Державний старійшина був власне кажучи прем'єр-міністром, що виконував поряд з цим лише деякі представницькі функції від імені держави.
У 20-х роках в Естонії діяло багато різних політичних партій. На виборах до IV Державних зборів у 1929 році депутатські мандати отримали представники десяти партій і виборчих блоків:
- Естонська соціалістична робоча партія (25 місць),
- Об'єднання аграріїв (24 місця),
- Об'єднання новопоселенців і дрібних землевласників (14 місць),
- Естонська трудова партія (10 місць),
- Народна партія (9 місць),
- Християнська народна партія (4 місця) та інші.

Три останні об'єдналися 1932 року в Національну партію центру. Комуністична партія Естонії була заборонена й могла діяти тільки нелегально. Аби брати участь у політичному житті (зокрема, у виборах у Державні збори), члени КПЕ використовували різні легальні організації. Якщо ж поліції вдавалося встановити, що КПЕ має зв'язки з такою організацією, то останню закривали.
У другій половині 20-х років деякі естонські політики почали критикувати конституцію 1920 року, стверджуючи, що вона не дозволяє забезпечити стабільний порядок. Деякі підстави щодо подібних тверджень надавала часта зміна урядових кабінетів. Ця критика підсилилася в період економічної кризи (1929–1933 р.). На початку 30-х років питання про зміну конституції стало вузловим пунктом політичної боротьби. Поряд з так названими старими партіями в кампанію за зміну конституції включилася і нова політична сила — «Естонський союз учасників Визвольної війни».

## Заснування організації вапсів
Заснована в 1929 році демобілізованими військовими, ця організація спочатку займалася головним чином вирішенням економічних проблем своїх членів (влаштування на роботу, забезпечення землею і т. д.).
Спочатку багато прихильників руху було і серед офіцерів дійсної служби (генерали Ернест Пиддер і Йоганнес Орасмаа, які за законом змушені були піти, коли в 1930 рух перетворився на політичну організацію, яка вимагала радикальних змін в державному ладі Естонії. У 1931–1932 роках Союз вже активно діяв на політичній арені, причому до його лав як співчуваючі приймалися тепер і ті, хто безпосередньо не брав участь у Визвольній війні, але підтримував політичний курс керівників цієї організації. Членів Союзу і його прихильників стали називати «вапсами». У 1930–1934 керівником руху був генерал-майор у відставці Андрес Ларка, а його заступником і дійсним вождем — молодий адвокат, молодший лейтенант запасу Артур Сірк, який брав участь у Визвольній війні школярем-добровольцем.

## Перемога на референдумі

Маніфестація вапсів вулицями Таллінна у 1933

У 1933 союз був розпущений, але незабаром була сформована організація-наступник (Рух учасників Визвольної війни), яка зберегла і посилювала політичний вплив. В умовах економічної та внутрішньополітичної криз рух виріс, посилився і зміг вплинути на народні маси так, що двічі (у серпні 1932 і в червні 1933) народом на референдумах був відхилений проєкт нової конституції, що пропонувався Державними зборами, які втратили свій авторитет.
Замість цих помірних проєктів вапси висунули свій радикальний і авторитарний проєкт, відповідно до якого, чисельний склад Державних зборів скорочувався до 50 депутатів. Глава держави (державний старійшина) обирався населенням країни прямими виборами терміном на п'ять років. Він отримував право накладати вето на постанови Державних зборів і отримував практично необмежені права видавати закони у формі декретів. Крім того, він міг достроково закривати сесії Державних зборів, а також оголошувати — на свїй розсуд — нові вибори до парламенту. Власне кажучи це були диктаторські повноваження. Вапси в своїй агітації використовували факти корупції, користолюбства тодішніх політичних діячів і водночас пропагували владу «твердої руки», яка могла б вирішити всі проблеми. Були і обіцянки про поліпшення життя всіх прошарків населення. У пресі зустрічалося чимало похвал фашистському диктатору Італії Б. Муссоліні, дещо менше цього удостоювався гітлерівський режим у Німеччині.
У жовтні 1933 року конституційний проєкт вапсів було винесено на всенародне голосування і він був прийнятий переважною більшістю тих, що брали в ньому участь.
Таку реформу конституції підтримували й інші політичні діячі на чолі з Костянтином Пятсом, Йоханом Лайдонером та Карлом Ейнбундом (з 1935 р. — Каарел Еенпалу). Їх думка щодо реорганізації державного життя істотно не відрізнялися від позиції вапсів.

## Військовий переворот 12 березня 1934
Нова конституція набула чинності 24 січня 1934 року. У квітні того ж року мали відбутися вибори глави держави (державного старійшини) і Державних зборів. Перемігши на референдумі, вапси розраховували перемогти і на виборах, а значить одержати посаду глави держави і більшість у Рійгікогу, і мали усі шанси прийти до влади демократичним шляхом.
Кандидатами від вапсів на призначені на квітень 1934 вибори були висунуті генерал Андрес Ларка, від партій центру генерал Йохан Лайдонер, від аграріїв Костянтин Пятс і від соціалістів Аугуст Рей. Побоюючись можливої громадянської війни і вміло використавши свої нові повноваження, ветеран визвольного руху Пятс, домовившись з Лайдонером, який знову очолив естонську армію, ввів 12 березня 1934 стан облоги і здійснив державний переворот.
Головний редактор найвпливовішої в Естонській Республіці газети «Пяєвалехт» писав про події того дня:
|  | 12 березня спостерігається рух бронемашин, що прямує на Тоомпєа, туди ж марширують збройні, готові до бою солдати. Відбувається щось екстраординарне... Наступного ранку газети, публікуючи екстрені телеграми, повідомляють про те, що рухові “вапсів” покладено край. Всеестонський вапсівський союз разом з 400 відділеннями розпущений, арештовано для зняття показань більш 400 його керівних, діячів, друковані видання «вапсів» закриті, і всі політичні збори, (всіх партій) заборонені. Генерал Й. Лайдонер призначений головнокомандувачем армією, і по всій країні терміном на 6 місяців вводиться воєнний стан |

Через кілька днів Костянтин Пятс своїм декретом відклав вибори Державних зборів і державного старійшини до закінчення терміну дії надзвичайного стану, тобто до осені 1934 року. Потім були визнані недійсними повноваження депутатів, обраних за вапсівськими списками у міські, селищні і волосні думи, де в січні 1934 року вапси мали найбільший успіх. Державні збори уже в квітні було розпущено на літні канікули.
Усі ці дії, за твердженням К. Пятса і Й. Лайдонера, обумовлювалися тим, що «Естонський союз учасників Визвольної війни» готувався збройним шляхом захопити владу і для запобігання цього необхідно було вжити рішучих заходів . Державні збори і представлені там політичні партії спочатку підтримали кроки, що були початі 12 березня й у наступні дні. Демократичні кола інтелігенції також висловили своє схвалення з приводу придушення руху вапсів — як антидемократичного і такого, що вів до фашизму.
У червні 1935 року відбувся судовий процес над керівниками «Естонського союзу учасників Визвольної війни». Але на лаві підсудних не було фактичного лідера вапсів Артура Сірка, який в листопаді 1934 року втік з в'язниці і переправився у Фінляндію, а пізніше загинув за загадкових обставин у Люксембурзі. Ані в ході попереднього слідства, ані на судовому процесі не вдалося довести, що вапси мали намір здійснити державний переворот збройним шляхом. Суд засудив вапсівських лідерів до тюремного ув'язнення на терміни від шести місяців до одного року умовно. Настільки м'яка міра покарання вказувала на бажання уряду помиритися з вапсами. При цьому К. Пятс не збирався допускати їх до верхніх щаблів державного управління. Частина вапсівських діячів пішла на співробітництво з урядом. Інша ж частина, незадоволена тим, що виявилася відтиснутою на узбіччя політичного життя, розпочала готуватися до збройного перевороту. Поліція уважно стежила за їхньою діяльністю і 7 грудня 1935 року вапсів, що готували заколот, було арештовано. Цього разу суд присудив їх до тривалих термінів каторги, проте вони були звільнені за амністією в травні 1938 року.